# Protektorat
Et protektorat betegner en stat som formelt er selvstændig, men som står under en anden stats beskyttelse. I praksis har det som regel medført, at protektoratet har mistet indflydelse på vigtige områder som udenrigspolitik, militær og råstoffer.

## Historie
Protektorater er kendt langt tilbage, f.eks. i græsk og romersk historie. Nogle indiske fyrstestater under britisk protektorat havde næsten fuldstændig handlefrihed. Under første verdenskrig blev Egypten et protektorat under Storbritanniens beskyttelse/kontrol. Cuba var nærmest et protektorat under USA indtil 1934. De tyske kolonier i Afrika og Asien blev frem til første verdenskrig kaldt Schutzgebiete. Under anden verdenskrig blev Böhmen og Mähren et tysk protektorat.

## I dag
I dag har ingen stater formelt status som protektorat, men der findes flere kvasi-protektorater, F.eks. Bhutan, Cook-øerne, Marshalløerne, Mikronesien og Niue.
Afghanistan indtil USAs tilbagetrækning i 2021 og Libanon indtil Syriens tilbagetrækning i 2005, fungerede også nærmest som protektorater.[kilde mangler] Kosovo har siden sommeren 1999 været et selvstændigt FN-protektorat.